# スーパーダンガンロンパ2 さよなら絶望学園
『スーパーダンガンロンパ2 さよなら絶望学園』（スーパーダンガンロンパ2 さよならぜつぼうがくえん）は、スパイク・チュンソフトから2012年7月26日に発売されたPlayStation Portable用ゲームソフトで、ダンガンロンパシリーズ本編の第2作である。

## 概要
テーマは「サイコトロピカル」。今回のノンストップ議論では論破の時に反論が起きるという新要素が追加されたほか、人物指名・MTB・閃きアナグラム・クライマックス推理も仕様変更された。更に前作に比べてアクションゲームの要素が強化され、スノーボードゲームさながらの「ロジカルダイブ」や相手の発言を斬って議論を進行させる「反論ショーダウン」といった新要素の追加により、ゲーム攻略難易度が格段に上昇している。謎解き部分の推理量に関しても、不完全な推理材料での学級裁判や難易度調整などという形で対策が行われている。
また、前作の難点であった「親睦を深めるのに手間がかかる」「やりこみが少ない」といった問題に対する対策としておまけ要素が充実しており、本編中では電子ペットを育てる万歩計が追加され、別モードでは本編のサイドストーリーに相当するアクションゲームとして「魔法少女ミラクル☆モノミ」が、クリア後の特典として前作『ダンガンロンパ 希望の学園と絶望の高校生』のIFストーリーにあたるサウンドノベル「ダンガンロンパIF」、本編序盤の修学旅行開始時点でのIFストーリーにあたるシミュレーションゲーム「アイランドモード」が収録されている。

### 移植版
2013年10月10日に、『ダンガンロンパ1・2 Reload』がPlayStation Vitaにおいて発売された。今作と前作をセットにしたタイトルであり、PS Vitaの解像度に合わせたグラフィックの高画質化や、前作部分において一部要素の追加が行われている。
2016年4月18日には、PC向け移植版『Danganronpa 2: Goodbye Despair』のSteamでの販売が開始された。対応OSはWindows、Mac OS X、Linux。これに先立ち同年2月には1作目も発売されている。発売当時はテキストは英語のみで音声のみ英語・日本語両対応だったが、2016年8月5日のアップデートにて1作目と共にテキストの日本語・中国語（繁体字）表示に対応した。開発はスパイク・チュンソフトとAbstraction Gamesが担当。
2017年5月18日には『ダンガンロンパ1・2 Reload』がPlayStation 4で発売。
2017年7月28日にはDMM.com PC ゲームフロアでもWindows・Mac OS X版の販売が1作目と共に開始された。起動に使用するゲームクライアントが異なることを除いてはSteam版とほぼ同内容。
2020年8月20日にはiOS/Android版『スーパーダンガンロンパ2 さよなら絶望学園 Anniversary Edition』が発売、2021年11月4日にはNintendo Switch版が発売、2022年5月10日にはXbox One、Xbox Series X/S、PC（Microsoft Store）版が発売。

## ストーリー
「超高校級」と称される卓越した才能を持つ現役高校生だけが入学を許される国家公認の私立校「希望ヶ峰学園」。主人公・日向創は、強い憧れだった希望ヶ峰学園に念願の入学を果たした。
入学式の日、日向が目を覚ますとそこには「扉」があり、扉を開けた先の教室には日向と同じ学園の新入生達が集っていた。しかし、程なく生徒達は教室に閉じ込められてしまっていることを悟り困惑する。
そこに突如現れたのは謎のキャラクター「ウサミ」。引率役を名乗るウサミは唐突に修学旅行の開催を告げる。教室の外壁が外れるとそこは南国のリゾート地「ジャバウォック島」だった。驚きのあまり海岸に倒れてしまった日向は同じく新入生の狛枝凪斗に起こされる。その際、自分の持つ「超高校級の才能」を含む過去に関する記憶が思い出せなくなっていることに気付く。
ウサミの話では「他の生徒たちと仲良くして希望のカケラを集める」ことが目的の平和な修学旅行の筈だったのだが、日向達が思い思いに島を探索していたとき、突如として謎のぬいぐるみ・モノクマが襲来する。
生徒たちを守ろうとしたウサミはモノクマに敗北し、大事な杖を破壊され、モノミに改造されてしまう。呆気にとられる生徒達に、モノクマは「島から脱出するためには他の生徒を殺さなければならない」という「コロシアイ修学旅行」の開催を宣言。「修学旅行のしおり」に新たなルールを書き加えた上、日向達生徒全員が「何者かによってここ数年間の記憶を奪われている」という事実を突きつける。
唐突な事態の連続に戸惑う日向達だったが、自らリーダーを名乗り出た超高校級の御曹司・十神白夜の提案によりオールナイトパーティを執り行うことになる。だが、それが悲劇の始まりであった。

## ゲームシステム
前作と異なり「学園生活」ではなく「修学旅行」であるため、ゲーム内のルールである前作の「校則」が「修学旅行のしおり」に変更されている。また「修学旅行のしおり」はウサミの執筆部分とモノクマの執筆部分とに分かれており、ウサミの執筆部分に関しては特に罰則はなく、モノクマの執筆部分に関してのみ前作同様の重く凄惨な罰則が与えられる。
前作は完全な3Dマップだったが、本作では島の徒歩移動は横スクロールになっている。スクロールは方向キーでスキップする事ができるが、歩数がカウントされないためペット（後述）を育てる場合などは注意しなければならない。

### 修学旅行のしおり
4までがウサミによるルール、5以降はモノクマによるルールとなっている。
1. この島では適度の暴力は禁止です。みんなで平和にほのぼのと暮らしてくださいね。
2. お互いを思いやって仲良く生活し『希望のカケラ』を集めていきましょう。
3. ポイ捨てや自然破壊はいけませんよ。この島の豊かな自然と共存共栄しましょう。
4. 引率の先生が生徒たちに直接干渉することはありません。ただし規則違反があった場合は別です。
5. 生徒内で殺人が起きた場合はその一定時間後に全員参加が義務付けられる学級裁判が行われます。
6. 学級裁判で正しいクロを指摘した場合はクロだけが処刑されます。
7. 学級裁判で正しいクロを指摘出来なかった場合は校則違反とみなして残りの生徒は全員処刑されます。
8. 生き残ったクロは特別措置として罪が免除され、島からの帰還が許可されます。
9. 3人以上の人間が死体を最初に発見した際に、それを知らせる『死体発見アナウンス』が流れます。
10. 監視カメラやモニターをはじめ、島に設置されたものを許可なく破壊することを禁じます。
11. この島について調べるのは自由です。特に行動に制限は課せられません。
12. 『コロシアイ修学旅行』で同一のクロが殺せるのは二人までとします。

### （非）日常編パート
基本的には前作と全く同様。仲間達との交流や新たに広がったマップの探索が可能で、本編の謎にあたるメインストーリーの展開や次の事件に向けた伏線が進行する。マップ内は一部を除いてショートカットによる移動が可能だが、アナログパッドによるスクロールで移動することにより後述の電子ペットが成長する仕様となっている。
また、プレゼントアイテムが得られるカプセルトイである前作の「モノモノマシーン」は砂浜にあるヤシの木「モノモノヤシーン」に変更され、重複確率の変化がミニキャラにより分かり易くなった。更に一部アイテムはゲーム内のスーパーマーケットに設置された自動販売機で入手可能となった。
他に、前作では対象ポイントを調べた際にモノクマメダルを直接入手する仕様だったが、本作ではチャプターごとに5体ずつ隠された「カクレモノクマ」を発見することでボーナスメダルを入手できるようになった。前作と違い、新規に開示されたエリアにのみ配置される。

### 非日常編パート
事件発生による捜査パートであり、基本的なルールや展開は前作と全く変わりがなく、手掛かりとなるポイント全てを調査すれば学級裁判に移行する。前作同様、遺体発見時に「モノクマファイル」と呼ばれる検死報告書が配布され、それを元にして現場検証や証言・証拠品集めを進めることとなる。ただし、本作では前作ほど調査時の十分な証拠固めや推理が出来ない仕様になっており、その分学級裁判内での他の人物の発言や議論の展開に重きが置かれるようになっている。

### 学級裁判パート
基本ルールは前作とほぼ同様。ミスにより発言力が0になると主人公の日向がクロ（犯人）として指名されてしまい、クロ以外の全員がおしおきされてゲームオーバーとなる（その場でコンティニュー可能）。アクション難易度の上昇により、前作と比較するとノーミスクリアが難しくなっている。
参加者はそれぞれ検事・被告・陪審員を兼ねる。これに加えて、本作では議論の槍玉に挙げられた人物を本人や別の人物が擁護する「弁護」の要素が加わった。
全体的なシステムの前作との違いは、学級裁判が長丁場となるため裁判中盤で「中断」が設けられていること、および前作では各議論フェイズ毎の採点結果が表示されていたが、本作では各フェイズ間がシームレスとなり、学級裁判終了時まで採点結果が分からない仕様となったことである。議論の具体的な内容に関しては下記の通り大幅に変更されている。なお、後者に関しては前作のリマスター版でも逆輸入されている。
学級裁判の全体効果のスキルはソニアが所持する「羨望の発言力」、九頭龍が所持する「七光」、電子ペットのウサミが所持する「驚異の集中力」の他に発言力が上昇する「注目の発言力」。
集中力が増加する「抜群の集中力」。
各フェイズのタイムリミットが少し長くなる「長考」。
正しい答えを回復する発言力の量が増加する「カリスマ」。
ノンストップ議論や反論ショーダウンのスキルは終里が所持する「桃色筋肉」、花村が所持する「テイスティング」の他に言弾の発射間隔が短縮される「トリガーハッピー」。
ノンストップ議論や閃きアナグラム（改）のスキルは照準の移動速度が遅くなる「シフトダウン」。
照準の移動速度が速くなる「シフトアップ」。
ノンストップ議論、閃きアナグラム（改）、パニックトークアクションのスキルは罪木が所持する「静感マッサージ」の他に精神集中時及びフィーバータイムの時に集中力の消耗が遅くなる「右脳解放」。
精神集中時及びフィーバータイムの時に時間と共に発言力が回復する「妄想」。
ノンストップ議論
ある事柄に対して、メンバー全員で意見を戦わせて真相を推理する。
基本システムは前回と同様、ウィークポイントとなる発言に対して効果的な証拠を銃弾を模した「言弾（コトダマ）」として撃ち込むことで進行する。手持ちの言弾で論破不可な場合は他者の発言を記憶する必要があるのも同様。
今作では発言の矛盾点を指摘して「論破」するだけでなく、他者の発言内容に不足している証拠を提示して補完する「賛成」も加わった。「論破」のウィークポイントは従来通り黄色で、「賛成」できるウィークポイントは青色で表示されている。黄と青のターゲットが両方出てくる場合もある。
生徒や電子ペット以外でのスキルは田中が所持する「I.U.F.」、七海が所持する「チートコード」、小泉が所持する「オートフォーカス」、電子ペットのモノクマが所持する「明鏡止水」の他に照準のブレが少なくなる「冷静沈着」。
相手の発言の言弾の記憶する速度が上がる「アルゴリズム」。
反論ショーダウン
主人公の進める推理に対して、他の登場人物が反論を仕掛けてくる。ノンストップ議論が「言弾」という弾丸をぶつける「撃つ」要素なら、反論ショーダウンは「言刃（コトノハ）」を使って相手の反論を「斬る」（切り返す）要素にあたる。
画面内に討論相手のセリフが出現するので、それをアナログパッド（または十字キー）を使い、縦・横・斜めのいずれかの方向を押して切り裂く。セリフはゲーム難易度、討論相手、スキルの有無により切り返しに必要な入力回数が決まる。条件を満たせば○ボタンで「返し斬り」が可能。入力方向に対象となるセリフがなければ空振りとなる。空振りは減点対象ではないが、切れる回数は決まっているので無駄打ちすると最終的に足りなくなる場合がある。
切り返しを行うと、討論相手との仕切りである画面中央のラインが相手側に移動していき、一定以上切り返してラインを相手側に押し込むと議論が「発展」する。ラインが中央部分に留まった場合はボタン連打による「鍔迫り合い」が発生し、これに成功すると同様に「発展」させられる。切り返し回数が不十分だったり、争点となるウィークポイントを切ってしまうと、ラインが主人公側に移動していき、完全に押し切られると「逆発展」してしまい、一つ前の議論に戻されてダメージを受ける。
議論が「発展」すると相手のセリフ内にウィークポイントが発生する。ウィークポイントに対しては、ノンストップ議論と同様に効果的な証拠を「言刃」として選択して△ボタンを押すことで「論破」することができる。
生徒や電子ペット以外でのスキルは辺古山が所持する「紫電一閃」、弐大が所持する「活殺自在」の他にムードを優勢に傾きやすくなる「ムードメーカー」。
切れ味＋2になる「業物」。
切れ味＋5になる「大業物」。
閃きアナグラム（改）
推理に必要なキーワードを閃く。前作の閃きアナグラムのように不足した部分の穴埋めではなく、問題文と文字数から推理してキーワードを一から完成させなければならない。また、文字を打ち込む方法も前作と異なっている。
パズルゲームとなっており、上下左右から流れてくる文字を○ボタンで取り込み（キャッチ）、任意のポイントでもう一度○ボタンを押してそこに落とす（リリース）。同じ文字が接触した場合はその文字がくっついて正方向となり、異なる場合は爆発してダメージを受ける。
2文字以上くっついた文字は○ボタンを押すと消滅させられ、正しい文字をくっつけた状態で△ボタンを押すと、解答欄にはめ込むことができる。
流れ出る不要な文字同士がくっついてダメージを受けるのを阻止しつつ、必要な文字を手早く埋めることが求められる。前作の閃きアナグラムと比較すると、キーワードの文字数が大幅に増えているうえに出現する文字が増えると文字同士の衝突を避ける必要も生じるため、難易度がかなり上がっている。
ロジカルダイブ
頭の中で事件の流れを整理し、その先の真実に到達するミニゲーム。スノーボードを模したゲームで、パイプ状のコースを進んでいく。道中で何度か出題される択一問題に全て正解しつつゴールすればクリアとなる。
○・Rボタンで加速、×ボタンで減速、△・Lボタンでジャンプ。コースにはチェックポイントが設けられており、コースアウトした場合はダメージを受けて最後に通過したチェックポイントまで強制的に戻される。また、急加速ポイントやジャンプ台、障害物なども設置されており、障害物に激突した場合もダメージを受ける。
択一問題は分岐したコースそれぞれが選択肢となっており、答えに当てはまるコースを進んで解答する。問題に誤答した場合にはコースが消失してそれ以上先に進めなくなり、強制的にコースアウトとなる。
生徒や電子ペット以外でのスキルは澪田が所持する「速弾き」の他に最高速度がアップする「クロックアップ」。
旋回力がアップする「マニューバ」。
ジャンプ力がアップする「ムーンサルト」。
パニックトークアクション
略してPTA。前作で行われていたMTB（マシンガントークバトル）の流れを汲むミニゲーム。
前身であるMTBとは仕様が若干異なり、マーカー1つ1つに対して○ボタンを断続的に押していくのではなく、○ボタンを押し続けることで次々と発言をロックオンする。
討論相手の「理論武装」（相手側に「盾」として表示される）を排除した後に、表示される4つの断片的な言葉を並べて、反論の中心となるキーワードを作ることで相手を完全論破する。
生徒や電子ペット以外でのスキルは狛枝が所持する「トランス」、左右田が所持する「クラフトワーク」の他に相手に与えるダメージが上昇する「美声」。
弾数が増加する「ボキャブラリー」。
1回の操作で2つ以上の発言を同時にロックオンできる「両手利き」。
人物指名
ある事柄に関して、関連していると思われる人物を指名する。前作とは異なり、クロ（犯人）を指摘する際以外にも行われることがある。
スポットセレクト
議論の決め手となる場所を選択する。一枚絵が表示されるので、カーソルを動かして怪しい場所を指摘する。間違えるとダメージを受ける。
クライマックス推理
基本は前作と同じで、事件の流れを再現したコミックの空欄を埋めて事件の総まとめを行う。
前作との相違点は、コマが4～5個を1セットとした「ストック」の束に分かれていて、ストック内のコマを全て消費しなければ次のストックが表示されないことである。このため、必ずしも空欄を事件の進行順に埋められるとは限らない。ストック1つにつき1～2個ほどのコマはダミーとなっており、ダミーは他の正答のコマを当てはめると自動的に消滅する。
また、コマをはめ込んだ段階で即座に正誤が判定される点、全てに正しいコマをはめ込まない限り再現開始できない点、およびはめ込むコマそのもののヒント以外にコマが入る空欄にも内容を描写するヒントが追加されている点も前作とは異なっている。

### おまけモード
ペット
生徒手帳のメニューから選択できるモード。
主人公の歩数に応じてペットが成長し、最高段階まで育てるとアイテムとモノクマメダルが入手できる。専用スキルが入手出来るペットもいる。
ペットは一定歩数ごとにフンをするが、フンを放置すると絶望度が上昇し、一定数以上溜まったまま放置していると死に至る。そのため定期的に掃除する必要がある。また、プレゼントを渡すことで希望度が上昇する。
一定段階まで育成するとサナギになり姿が変化する。変化先は希望度と絶望度のパラメータによって異なる。更に一定段階まで育成すると卵を産み、プレゼントアイテムを渡して去っていく。
魔法少女ミラクル☆モノミ
本編のサイドストーリー。島と島とを結ぶ連絡通路を塞いでいる巨大な「ボスケモノ」をモノミが討伐するというストーリーで、本編中では学級裁判終了ごとに排除されていたが、その裏にはモノミの命がけの奮闘があった、という内容のアクションゲーム。
ステージ中の各WAVEに発生するモノケモノを全て倒すと次のWAVEへ移行し、一定数のWAVEをクリアするとボスケモノが登場する。ボスケモノを倒すとステージクリア。
ジャンプからの踏みつけ、もしくは□ボタンを押し続けることで発生するラインで敵を囲んで発動させる魔法によりモノケモノを攻撃して倒す。また、敵に攻撃したりダメージを受けることで上昇するUSAゲージをMAXにしてからRボタンを押し続けることにより、モノミから魔法少女ウサミに変身可能。変身するとステータスが格段に強化される。
ステージ中でプレゼントボックスを入手すると装備品が手に入る。入手した装備品はモードメイン画面で装備することにより、基本性能をパワーアップさせられる。装備品には終盤明かされるある秘密についてのヒントが隠されている。
アイランドモード
作中での名称は『だんがんアイランド どきどき修学旅行で大パニック？』。一度本編をクリアすることでプレイ可能になる。ゲーム開始時に流れる最初のオープニングはこちらに対応している。
ゲーム序盤でウサミがモノクマを撃退したというIFストーリーに従って進行し、修学旅行の本来の目的である「50日間で仲間との交友関係を深め、希望のカケラを集めていく」という主旨に沿ったシミュレーションゲーム。
ホテルの清潔度と各キャラクターの体力を維持しつつ、ウサミの出す「学級目標」に沿ったアイテムを力を合わせて作成し、合間合間で交流を深め「希望のカケラ」をゲットするのがこのゲームの目標となる。
「希望のカケラ」の収拾状況は本編のものがそのまま反映される。あくまでオマケモードのため、カケライベントはコロシアイ修学旅行のものと全く同様となっている。本編では序盤で死亡するなどして周回プレイ以外での完全攻略が難しいキャラクターとの交流も前作と比較して簡単になった。
無人島物語のように島内の地点を探索することにより材料アイテムを入手出来るので、その材料を加工することで目的となるアイテムの素材を集めていく。本編のように移動するのは、自由時間での中央の島のみ。
周回プレイ可能だが、入手した材料やアイテムは次周に引き継ぐことは出来ない。ただし、各キャラクターには収拾と清掃にそれぞれ能力レベルが設定されており、そのレベルは周回で引き継がれる。このため作業効率は徐々に良くなる。
ウサミのお題アイテムを作成した報酬として「おでかけチケット」を取得できる。これを使うことにより島内で任意のキャラクターとのデートイベントを楽しむことが出来る。デートイベントでは、発生する選択肢を選ぶことによってらーぶらーぶ度（親密度）が上昇する。学級裁判さながらに、相手の心を読んでその場に相応しい答えをぶつける「ココロンパ」も発生する。
モードクリア時に特定のキャラクターとのらーぶらーぶ度をMAXまで上げていると、そのキャラとの個別エンディングが発生する（複数該当の場合は別個に見ることが出来る）。らーぶらーぶ度は自由時間にウサミに話しかけることで確認できる。
ノベルモード
作中での名称は『ダンガンロンパIF 希望の脱出装置と絶望の残念無双』。成田良悟による前作のIFストーリーで、小説（サウンドノベル）形式のモード。一度本編をクリアすることで閲覧可能になる。
前作の“とある状況”から始まり“とある1シーン”に繋がるストーリーで、前作本編では活躍の機会が与えられなかった“とある人物”が事実上の主人公となってストーリーが展開していく。また前作の登場人物の簡単なプロフィールを確認することもできる。
ウサミフラワー
PS3におけるトロフィーや実績と同様の要素。他プレイヤーへの開示機能はないので、あくまでやりこみの目安。Reloadではそのままトロフィーとなった。

### スキル
ゲームの進行に伴うキャラクターの退場によりそのキャラからのスキルが得られなくなるという欠点への対策として、大半のスキルは仲良くなると入手できる「希望のカケラ」を消費してスキルを入手する形となった。親密度によるスキル入手要素も残っており、各キャラの希望のカケラを最後まで集めると専用スキルが入手できる（何故か同時にそのキャラのパンツもアイテムとしてもらえる）。特定のペットを育てることでもスキルが入手できる。
また、会話や捜査の進行や歩数などにより、主人公のレベルが上がる仕様となっており、このレベルがそのままスキル装備に必要なスキルポイントの上限値となっている。
前作で登場した捜査に関連するタイプのスキルはほとんど削除（仕様変更により最初から搭載）され、ほぼ完全に学級裁判用となった。入手したスキルは主人公のレベル上限まで設定可能だが、一部重複する効果を持つスキルの併用は不可能になっている。

## 登場人物
声はゲームおよびアニメ版のキャスト、演は舞台版でのキャスト。人物に関してはセリフの枠外ではカタカナ表記されている。紹介順は公式サイトの紹介順に倣う。物語の展開上、物語が進んでいくと殺害されたりクロとして処刑されるなどで生徒の数が減っていく。

### 主人公
日向 創（ひなた はじめ）
声 - 高山みなみ、演 - 横浜流星
本作の主人公である少年。超高校級の「???」。誕生日は1月1日。身長179cm。体重67kg。胸囲91cm。血液型A型。
一人称は「俺」。男女共に名字で呼び捨てで呼ぶ。
服装は学生服のような白いワイシャツにネクタイ・ズボンを着用している。跳ね上がった「くせっ毛」が特徴。また、目はよく見ると斜めに線が入っている。
幼い頃からずっと希望ヶ峰学園に特別な思いを抱き続けており、ついに強く憧れていた学園に入学を果たすも、彼はそこで超高校級のメンバーとともにコロシアイ修学旅行に巻き込まれる事となる。島に連れてこられるまでの記憶をほとんど忘れてしまっており、それゆえ自分が持っていたと推察される超高校級の才能も覚えていない。
学級裁判時の台詞は「それは違うぞ！」「その言葉、斬らせてもらう！」など、前作の苗木誠に比べると比較的強気に発言する。
学級裁判では犯人を指摘する以外に自分達が生き延びる方法はないと考えているが、犯人が判明しても自分が犯人や被害者の気持ちを分かってやればこうならなかったのではと心を痛める面もある。
『ダンガンロンパ3 -The End of 希望ヶ峰学園-』『絶望編』『希望編』では主人公の一人として登場する。また『未来編』でも船で未来機関の極秘施設に向かうシーンが描かれている。

### 主要人物
狛枝 凪斗（こまえだ なぎと）
声 - 緒方恵美、演 - 鈴木拡樹
超高校級の「幸運」。誕生日は4月28日。身長180cm。体重65kg。胸囲84cm。血液型O型。
一人称は「ボク」。男性に対しては「名字＋クン」、女性に対しては「名字＋さん」で呼ぶ。
抽選枠で希望ヶ峰学園に入学した。パーカーを着用し、才能も似ているなど前作の主人公・苗木誠をどこか彷彿とさせるミステリアスな人物。公式設定資料集で姿形を「男前枠」と決定されるほど整った顔立ちをしているものの、本人曰く「顔を褒められたのは初めて。母親にさえ褒められたことがない」。尚、ダンガンロンパシリーズを通して公式からハッキリ「美形」と記載されているのは狛枝のみである。
性格はのんきでマイペース。驚異的なポジティブシンキングで、コロシアイ修学旅行の中でも「絶対的な希望」を信じ、自身の持つ「超高校級の幸運」に関しては絶対の自信を持つ。その反面、自身のことは超高校級の才能を持つ周囲と比べて「ただの幸運」とネガティブに低く評価し、極めて自虐的で卑屈な態度をとる。自身が主人公を務める漫画版では、才能ゆえに大きな不幸と幸運を体験し続けてきたことが語られている。
推理力・洞察力等が優れており、学級裁判では日向に的確な助言を与えたり議論を誘導する事も多い。
制御の難しい自らの才能に翻弄され続ける人生を過ごしていたため、「絶対的な希望」に対して異様な執着を見せるなどその価値観には少なからぬ歪みがある。「希望を愛している」と語り、自らの信じる希望の実現のためなら己の命すらもかけてどんな行動でも起こす。
イベント完了で習得できるスキルは、パニックトークアクションでマーカーがテンポアップしやすくなる「トランス」。
『ダンガンロンパ3 -The End of 希望ヶ峰学園-』『スーパーダンガンロンパ2.5 狛枝凪斗と世界の破壊者』でも登場する。『3 絶望編』では自動販売機でトラブルが起きたかと思えば彼の方にトラックが飛んできた時に自動販売機が盾になる形で助かった上にその衝撃で自動販売機が当たりを出しジュースを大量に出すという幸運ぶりを見せた。『2.5』では主役を勤める。
花村 輝々（はなむら てるてる）
声 - 福山潤、演 - TEAM近藤、二梃木周平（ひまわり）（2015）/ 三瓶（2017）
超高校級の「料理人」。誕生日は9月2日。身長133cm。体重69kg。胸囲88cm。血液型A型。
一人称は「ぼく」。男性に対しては「名字＋くん」、女性に対しては「名字＋さん」で呼ぶ。
小学生のような身長、漫画チックな顔つきに小太りという三枚目の容姿だが、やたらと格好をつけており、青山や麻布がホームタウンであると自称するなど都会的なイメージをアピールする。肩書きも「料理人」ではなく「シェフ」と呼ばれたがる。実際は田舎の定食屋出身であり、動揺するとどこのものとも分からない方言が飛び出してくる。
食だけでなく性にも強烈な情熱を抱くことから「変態」を自認しており、ことあるごとに「食」に掛けた卑猥な発言を連発する。しかも男女の見境なく性欲の対象としており、屈強な弐大にサンオイルを塗るというシチュエーションですら興奮するなど、驚異的な守備範囲の広さを誇る。
コロシアイについては当初から「そんなことは信じない」と発言しており、学級裁判時も「今晩のおかず」が頭をよぎるなどという発言もしていた。
超高校級と認められるだけあって、確かな料理の腕前とこだわりを持つ。病弱な母親に楽をさせたいと努力する孝行息子の面もあり、プロフィールの好きなものには母親を挙げている。実家に帰る際は嫁を連れていくと約束しているらしい。弟と妹もいる。
イベント完了で習得できるスキルは、ノンストップ議論や反論ショーダウンで装填される言弾・言刃を3種類までに制限する「テイスティング」（前作で例えると葉隠康比呂が所持する「水晶玉占い」に相当）。
『ダンガンロンパ3 -The End of 希望ヶ峰学園-』でも登場する。
小泉 真昼（こいずみ まひる）
声 - 小林ゆう、演 - 千倉里菜、蜂谷晏海（2015）/ 蜂谷晏海、山口真季（2017）
超高校級の「写真家」。誕生日は4月24日。身長165cm。体重46kg。胸囲77cm。血液型A型。
一人称は「アタシ」。男性に対しては名字で呼び捨て、女性に対しては「下の名前＋ちゃん」で呼ぶ。
そばかす顔で赤毛。様々な賞を受賞している若手写真家で、特に人物写真を得意としその人の持つ良い表情を引き出すことから将来を嘱望されている。「人の手によって取られた写真」にこだわりを持ち、自分撮りやセルフタイマーによる撮影を嫌う。母親も高名な戦場カメラマンだが、娘には笑顔の写真だけを見せていた。
勝気な性格で、だらしなさや頼りなさを見せた男子にはまるで母親のように説教をすることもある。反面女子に対しては面倒見がよく、女子グループのリーダー的存在。真面目で常識人だが、アクの強いメンバーの中では影が薄め。
非常事態の中でも気丈に振る舞おうとするが、年頃の少女らしく不安に怯えることもある。
イベント完了で習得できるスキルは、ノンストップ議論で精神集中時に自動でウィークポイントに照準が移動する「オートフォーカス」（前作で例えると桑田怜恩が所持する「動体視力」に相当）。
『ダンガンロンパ3 -The End of 希望ヶ峰学園-』でも登場する。
九頭龍 冬彦（くずりゅう ふゆひこ）
声 - 岸尾だいすけ、演 - 椎名鯛造、伊崎龍次郎（2015）/ 植田圭輔（2017）
超高校級の「極道」。誕生日は8月16日。身長157cm。体重43kg。胸囲73cm。血液型AB型。
一人称は「オレ」。男女共に名字で呼び捨てで呼ぶ。
30000人以上の構成員を抱える、国内最大の指定暴力団「九頭龍組」の跡取り候補。ソニアや十神と並び、世界を動かす勢力に連なる一人。背が小さく幼い顔立ちだが、彼自身もそれを気にしており、“童顔”や“子供っぽい”は禁句となっている。妹がおり妹も本編において写真に登場する。
群れることや慣れ合うことを極端に嫌い、言動も粗野で暴力的だが、その刺々しい態度は周囲から侮られないようにとあえてそうしている節もある。古風で保守的な考えの持ち主でもあり、仁義を重んじる一面がある。家業を嫌っているわけではないが、家の力に頼ることは好んでいない。
イベント完了で習得できるスキルは、学級裁判中のあらゆる場面でミス時の発言力ダメージを減少させる「七光」（前作で例えると石丸清多夏が所持する「鋼の忍耐」に相当）。
物語最中に右目に重傷を負う出来事があり、それ以降は右目部分に眼帯を付けるようになる。
『ダンガンロンパ3 -The End of 希望ヶ峰学園-』でも登場し彼の妹も登場する。
澪田 唯吹（みおだ いぶき）
声 - 小清水亜美、演 - 伊波杏樹
超高校級の「軽音楽部」。誕生日は11月27日。身長164cm。体重42kg。胸囲76cm。血液型AB型。
一人称は「唯吹」。男女共に「下の名前＋ちゃん」で呼ぶ。
角のように突き出させた髪型、二色に染めた前髪や裂いた靴下、脚には縫い痕のようなタトゥー、さらにピアスなどのアクセサリー類と、装飾の多い恰好をしている。
かつて超人気ガールズバンドでギターを担当しており、彼女達が発表した「放課後ボヨヨンアワー」はミリオンヒットにもなったが、他のメンバーとの方向性の違いから脱退し、現在はソロ活動中。ただし、そのセンスは常軌を逸しており、彼女の演奏を聴いた日向達も軒並み難色を示したほど。
つねにハイテンションかつマイペースで、不安や恐怖を感じても次の瞬間にはほとんど忘れ去っている。自他共に認める頭の悪さを誇るが、皆のムードメーカーにもなっている。
名前の由来は、「けいおん！」に登場する4人(平沢唯、秋山澪、田井中律、琴吹紬)の名前から一文字ずつ取ったものである。
イベント完了で習得できるスキルは、ロジカルダイブ時に加速力がアップする「速弾き」。
『ダンガンロンパ3 -The End of 希望ヶ峰学園-』でも登場する。
七海 千秋（ななみ ちあき）
声 - 花澤香菜、演 - 山田菜々（元NMB48）（2015）/ 伊藤萌々香（2017）
本作のメインヒロインである少女。 超高校級の「ゲーマー」。誕生日は3月14日。身長160cm。体重46kg。胸囲88cm。血液型O型。
一人称は「私」。男性に対しては「名字＋くん」、女性に対しては「名字＋さん」で呼ぶ。
ゲームと名のつく物であればあらゆるジャンルを得意とするが、恋愛ゲームだけは苦手だと語る。新旧問わずゲームの知識も豊富で、状況を特定のゲームソフトに例える場面も散見される。また、世間知らずというには不自然なほど知識に偏りがある。
オンオフがはっきりしており、自己紹介をしながらゲーム攻略をこなすほどの集中力を持つ反面、気を抜くとすぐに睡魔に襲われる。自分の考えを頭の中で整理しないと上手く話せない性分もあって、慣れない相手には会話が調子よく続かない。「あのね」「えっと」などの間投詞を会話によく挟んでおり、「～…と思うよ」「～…かもしれない」といった具合に語尾を濁すことも多い。彼女を主人公とした漫画版では、正体不明の不調に見舞われるため語尾を濁さないといけないという表現がなされていた。
「～してみようか」「～あげよっか」など、 良く言えば子供に諭すような、悪く言えば上から目線の、他人事のような落ち着いた口調も特徴で、緊急事態においても大きく態度を崩さないマイペースな一面を持つ。一方、日常生活で興味のある話になると興奮して身を乗り出し鼻息を荒らげる様子も見せる。
プログラマーの父を持っており、兄もいるらしい。
イベント完了で習得できるスキルは、ノンストップ議論でサイレンサーがウィークポイントに当たってもペナルティが発生しなくなる「チートコード」。
『ダンガンロンパ3 -The End of 希望ヶ峰学園- 』の『絶望編』『希望編』にも登場する。
弐大 猫丸（にだい ねこまる）
声 - 安元洋貴、演 - 川島邦裕（野性爆弾）（2015）/ おにぎり（ニューロマンス）（2017）
超高校級の「マネージャー」。誕生日は2月22日。身長198cm。体重122kg。胸囲122cm。血液型A型。
一人称は「ワシ」。男女共に名字で呼び捨てで呼ぶ。
眉毛が稲光のようになっているのが特徴。身体だけでなく声もデカい。また、老け顔で周囲からはおっさん呼ばわりされている。様々な学校を転々としながら各地の運動部でマネージャーとして活躍しており、無名不良高のラグビー部や、廃部寸前の野球部を全国優勝まで導いた経歴を持つ。スイカ割りすらトレーニングとして捉えるマネージャー脳。ストレートに下品な発言をしてしまうなどデリカシーには欠ける面もあるが、外見も性格も頼りがいのある偉丈夫のため、周囲の人間からも慕われている。だが外見に反して胃腸が弱くトイレにこもりがち。
自身の屈強な肉体は担当選手たちのトレーニングに付き合ううちに鍛えられたもので、幼少期は病弱で心臓に重病を抱えていたという過去があるため、自らが選手として活動することはない。
身体能力が高いが、基礎が無茶苦茶な終里を常に気にかけている。格闘技の腕も立つため、暴走しがちな彼女のストッパー役となっており、彼女からは好敵手として見られている。
また選手の体調管理の一環として指圧マッサージの技術（極秘であるため「アレ」と呼んでいる）も習得しており、終里も病みつきになっているため、彼女が話を聞かない場合には少々手荒い方法を使うほか、マッサージの中止をちらつかせることで言うことを聞かせる時もある。
イベント完了で習得できるスキルは、反論ショーダウン時に鍔迫り合いで競り勝ちやすくなる「活殺自在」。
『ダンガンロンパ3 -The End of 希望ヶ峰学園-』でも登場する。
終里 赤音（おわり あかね）
声 - 朴璐美、演 - 高橋ユウ
超高校級の「体操部」。誕生日は7月15日。身長176cm。体重56kg。胸囲93cm。血液型B型。
一人称は「オレ」。男女共に名字で呼び捨てで呼ぶ。
抜群のプロポーションを持つスーパーアスリート。短絡的な思考回路のため、自他共に認める「戦闘民族」。
基本的に「食べること」と「戦うこと」しか頭にない。死体が転がっているのも珍しくないような環境に育ったせいで、食べ物に対する執着心が強い。また羞恥心も薄くデリカシーに欠ける発言や下品な発言もしばしば飛び出す。体操の基礎や基本は滅茶苦茶で、大会ではオリジナル技ばかり披露し、気が乗らないと大会を棄権するなどかなりの気分屋。元々アスリートを目指していたわけではなく、生きるために身に付けた身体能力を現在のコーチに見出されてアスリートとなった。
親が変わるたびに増えたり減ったりするという弟妹を多数抱え、働かない親の代わりに養っており、体操をするのも金を稼ぐ手段と思っている。また、生まれ育った環境の厳しさから弱者扱いされることを極端に嫌っている。
イベント完了で習得できるスキルは、ノンストップ議論や反論ショーダウンで言弾・言刃発射速度が上昇する「桃色筋肉」（前作で例えると桑田怜恩が所持する「剛腕」に相当）。
『ダンガンロンパ3 -The End of 希望ヶ峰学園-』でも登場する。
辺古山 ペコ（ぺこやま ペコ）
声 - 三石琴乃、演 - 濱頭優
超高校級の「剣道家」。誕生日は6月30日。身長172cm。体重51kg。胸囲85cm。血液型O型。
一人称は「私」。男女共に名字で呼び捨てで呼ぶ。
大人の男性でも勝てないほどの剣道の達人。ただし、道場には属しておらず自己で鍛錬を積んだため段位は有していない。どこに行くにも常に竹刀を持ち歩いており、自分達をコロシアイに陥れたモノクマの思惑を阻止しようとする。
常に無表情で鋭利な雰囲気を纏うが、外見に反して実は可愛い動物（特にもふもふした動物）が好きな一面も持っており、無意識に殺気立ってしまいもふもふした動物と思うように触れ合えないことや上手に笑えないことを悩むなど、年頃の女子らしい側面もあり、田中のハムスターになら触れそうだと知った時は、普段からは考えられない表情を見せた。また、エプロンドレスやアンティークドールなど可愛らしいものも好んでいる。
花村に下着を勘で当てられたり、体調不良を議題にされたりと、品のないネタを振られてしまうことも多い。
イベント完了で習得できるスキルは、反論ショーダウンで相手の発言を切り裂きやすくなる「紫電一閃」。
『ダンガンロンパ3 -The End of 希望ヶ峰学園-』でも登場する。
西園寺 日寄子（さいおんじ ひよこ）
声 - 三森すずこ、演 - 水越朝弓
超高校級の「日本舞踊家」。誕生日は3月9日。身長130cm。体重31kg。胸囲64cm。血液型B型。
一人称は「わたし」。基本的に（自分が認めた）男性に対しては「名字＋おにぃ」、女性に対しては「名字＋おねぇ」で呼ぶ（罪木に対しては「ゲロブタ」、十神に対しては「豚足ちゃん」と呼んでいる）。
高校生とは思えない童顔に幼児体型。海外でも公演を行なう期待の若手舞踊家。彼女の公演は日本舞踊の公演にしては珍しく20代・30代、それも男性客が多い。ただし、踊り以外はセンスが異常かつ不器用で、着物を自分で着ることができない。
幼く愛らしい外見に反し、凄まじいまでの毒舌家で、サディスティックな性格で蟻とはいえ殺生をして楽しむなど残酷性もある。特に左右田や罪木に対する言動と扱いには情け容赦がなく、罪木に対してはゲロブタ呼ばわりすることも。そうした反面、精神的に打たれ弱く自分が責められるとすぐ泣きだす。親切にしてくれた小泉にはとても懐いている。
格好は着物・草履であり、足袋は履いておらず裸足である。しかし、彼女は自分一人で着物を着る技術を持っておらず、小泉に着物を着るのを手伝ってもらっている。
由緒ある家系の育ちだが、それゆえに実家では親族間の争いなどが絶えない。西園寺曰く「選ばれた血筋の宿命」。
日本舞踊家らしく日本古来から伝わる物を賞賛するが、逆に風情が無い海外の物はあからさまに見下している。
イベント完了で習得できるスキルは、クライマックス推理時にダミーのコマが出現しなくなる「要返し」。
『ダンガンロンパ3 -The End of 希望ヶ峰学園-』でも登場する。ゲームでは基本ツインテールだが、アニメではポニーテールにしている。『絶望編』では腹黒い性格ながらも生物の殺傷は見られず罪木が失踪した時には探しに行くなど罪木に対して悪意以外の感情も見せた。
ソニア・ネヴァーマインド（Sonia Nevermind）
声 - 荒川美穂、演 - ジェイミー夏樹（2015）/ 中田クルミ（2017）
超高校級の「王女」。誕生日は10月13日。身長174cm。体重50kg。胸囲83cm。血液型A型。
一人称は「わたくし」。男女共に「名字＋さん」で呼ぶ。
ヨーロッパの小国からの留学生で本物の王女様。王女というただの立場に「超高校級」とつくのは伊達ではなく、その抜きんでた威厳とカリスマ性により、彼女の命令は不当なものであっても思わず膝を屈してしまうほど高い影響力を持つ。王女として自らを厳しく律するなど性格は生真面目で理知的だが、少々ピントがズレたところもある。
日本語やスペイン語など三十ヶ国ほどの言語が使える。だが、風俗習慣の理解や日本語表現に関してはかなり怪しく、微妙にニュアンスや言い回しを間違えていたり、出所が一昔前のもので死語が混じっていたり、知識が昔のトレンディドラマやアニメなど妙に偏っている。たまに爆弾発言が飛び出たり、下ネタをそれと知らずに乗ったりもする。
田中に対しては動物も含めて興味を抱いているが、逆に積極的なアプローチをしてくる左右田は全く相手にしていない。日向に対しては別の理由で興味を持っている。
祖国であるノヴォセリック王国は世界を動かすトップとなる勢力の一つだが、かなり特殊な風俗であり、聞けば聞くほど意味不明で謎だらけ。
イベント完了で習得できるスキルは、発言力の最大値が大幅に上昇する「羨望の発言力」。
『ダンガンロンパ3 -The End of 希望ヶ峰学園-』でも登場する。
左右田 和一（そうだ かずいち）
声 - 細谷佳正、演 - いしだ壱成
超高校級の「メカニック」。誕生日は6月29日。身長172cm。体重64kg。胸囲86cm。血液型A型。
一人称は「オレ」。男女共に名字で呼び捨てで呼ぶが、ソニアに対してはさん付けで呼んでいる。
黄色のツナギがトレードマーク。才能が示す通り機械類にはめっぽう強い。派手な外見通りの軽薄で能天気な振る舞いが目立つが、かつては勉強だけが取り柄の地味な少年だったらしく、人一倍繊細で小心者な一面も持つ。
ソニアに好意を抱いているが、彼女からは全く相手にされず、その言動には一方的かつ無残なまでに振り回される。年相応に女子に興味を持ったり遊びに日向を強引に巻き込んだりと、周囲と比べると普通の高校生らしい性格だが、好きな子の骨格が気になるという変わった趣味の持ち主（日向曰く「アクロバティックな性癖」）。
実家は自転車屋だが、あまり裕福ではなかったらしい。メカニックゆえにエンジンや乗り物全般、分解行為などに極めて強い関心を示すものの、実は乗り物酔いが酷く、自身が改造したマシンには乗らない。夢はスペースシャトルを作ること。
中学生時代、勉強が得意だったことから親友に頼み込まれてカンニングに協力したものの、それが発覚した際に裏切られたこと、そして何より自分を裏切った親友が罪悪感に耐え切れず自分から離れていってしまったことがトラウマとなっており、それ以来心の底から人を信じることができずにいた。
ピンクの長髪とピアス、黄色い服装といった派手なビジュアルはかつてミュージシャンとして活動していたhide氏を参考にデザインされている。
イベント完了で習得できるスキルは、パニックトークアクション時に1回のリロードで2発補給できる「クラフトワーク」。
『ダンガンロンパ3 -The End of 希望ヶ峰学園-』でも登場する。
田中 眼蛇夢（たなか がんだむ）
声 - 杉田智和、演 - 井上正大
超高校級の「飼育委員」。誕生日は12月14日。身長182cm。体重74kg。胸囲93cm。血液型B型。
一人称は「俺」もしくは「俺様」。男女共に名字で呼び捨てで呼ぶ。
自他共に認める動物マニアで、ブリーダーでもある。どんな動物でも手懐けることができ、動物と会話が出来ると言われるほど。絶滅危惧種の繁殖にも成功した実績がある。
忍者のような格好をしており、ことあるごとに不敵な笑みを浮かべる。オッドアイのように見えるが、右目に赤いカラーコンタクトをつけている。
妙に自信満々で、自らを毒手の持ち主だと嘯くなど、いわゆる中二病的な言動が多い。しかし根は真面目で思いやりがあり、会話に入れて貰えない時などは寂しそうにハムスターと戯れる一面もある。
命を扱う立場として生きることに関する責任感は人一倍強く、生存を諦めることやただ殺されるためだけに存在する命というものには忌避感や悲しみを示している。また、弐大を怯ませるほどの気迫を纏うこともできるらしい。
イベント完了で習得できるスキルは、ノンストップ議論でサイレンサーの威力が上昇する「I.U.F.（インフィニティアンリミテッドフレイム）」。
日本の英語表記は「Gandamu Tanaka」だが、英語版では「Gundham Tanaka」となっている。
『ダンガンロンパ3 -The End of 希望ヶ峰学園-』では「封印されし田中」という名称で登場する。
破壊神暗黒四天王
田中がマフラーの中に潜め、率いる4匹のハムスター。人間並の知能レベルを有し、田中の命令を完璧に遂行する。
ひまわりの種を持ち歩いているサンD、よく眠るジャンP、左耳が少し切れているマガG、4匹の中で最も体が大きいチャンPの4匹で構成されている。
十神 白夜（とがみ びゃくや）
声 - 石田彰、演 - 西洋亮
超高校級の「御曹司」。誕生日は5月5日。身長185cm。体重130kg。胸囲128cm。血液型B型。
一人称は「俺」。男女共に名字で呼び捨てで呼ぶ。
巨大財閥である十神一族の御曹司。すでにいくつもの会社を経営し、莫大な個人資産を築いている。
ふくよかに太った体格も相まって近寄りがたい雰囲気と、独特の威圧感を醸し出している。見た目に違わず、食欲旺盛で食べることへの執着心が強い。実はあるコンプレックスを抱えており、西園寺のつけた「豚足ちゃん」という罵倒でしかないあだ名を「自分を見て判断された呼び名なのだから誇るべきもの」と快く受け入れている。
尊大な性格ながら人一倍責任感が強く、自ら強いリーダーシップを発揮してバラバラの生徒達をまとめ上げようと積極的かつ精力的に動く。
かつて、疑い合い疑われ合う絶望的な状況に身を置いていたことがあるらしく、疑心暗鬼になって殺し合うような事態を回避しようとしている。
元々は十神の後継者の中で黄金・白銀・青銅といったランク付けの最下位にあり、そこから実力でトップへと至ったらしい。
イベント完了で習得できるスキルは、モノクマメダルの取得量が増加する「スティング」（前作で例えるとセレスが所持する「レイズ」に相当）。全スキルの中で唯一学級裁判以外でも効果を発揮するスキル。
罪木 蜜柑（つみき みかん）
声 - 茅野愛衣、演 - 須藤茉麻（2015）/ 倉持由香、高野祐衣（2017）
超高校級の「保健委員」。誕生日は5月12日。身長165cm。体重57kg。胸囲89cm。血液型A型。
一人称は「私」。男女共に「名字＋さん」で呼ぶ。
かつてのイジメの名残でざんばらに切られた長髪と泣きぼくろ、腕や脚など至る所に巻かれた包帯が特徴。希望ヶ峰学園に来る前は看護学校に通っていた。献身的な性格で人に奉仕することを生きがいとしているものの、被害妄想が激しく不審な挙動と自信のなさが災いして、友だちに恵まれない。
イジメられっ子かつドジっ子体質で、ありえない状況や体勢で盛大にコケたり倒れたりする。普段は制服で隠れているがグラマラスな体型をしている。
医療の技術と知識はもはや医者の域に達するほど卓越しており、検死や看病などに際しては頼もしい一面を見せる。
過去に家庭の内外で凄惨な体験をしてきたことから、その思考は常にネガティブであり何かにつけて自分を卑下する。イジメられることを悲しく思う気持ちはあるが、それよりも無視されたり人に関心を持たれないことのほうが辛いらしく、構ってもらうためならば自分から服を脱ぐことすら厭わないなど病的なレベルの恐れを抱いている。
イベント完了で習得できるスキルは、ノンストップ議論・パニックトークアクション・閃きアナグラム（改）で集中力の回復量が上昇する「静感マッサージ」（前作で例えると大神さくらが所持する「丹田呼吸法」に相当）。
『ダンガンロンパ3 -The End of 希望ヶ峰学園-』でも登場する。
モノクマ
声 - 大山のぶ代（舞台版の声も兼任）
一人称は「ボク」。男性に対しては「名字＋クン」、女性に対しては「名字＋さん」で呼ぶ。
右半身は白で左半身は黒のクマ型のぬいぐるみ。突如として現れ「修学旅行のしおり」にコロシアイのルールを記載し、ジャバウォック島を殺戮の舞台に変えてしまう。
「一晩で巨大ロボットを作り上げる」「島にある施設を全く別のものに作り替える」などの非常識かつ驚異的で絶大な力を行使する。また、比類なき戦闘力を持ち、自らに逆らう者には容赦無い制裁を下す。
ペットで「モノクマ」を育てきると、ノンストップ議論で照準のブレが一切なくなる「明鏡止水」が習得できる。
モノミ / ウサミ
声 - 貴家堂子（舞台版の声も兼任）
一人称は「あちし」。男性に対しては「名字＋くん」、女性に対しては「名字＋さん」で呼ぶ。
修学旅行の引率役として登場する正体不明のウサギ型のぬいぐるみ。身長55cm。心優しく争いを好まない性格で、「らーぶ、らーぶ」が口癖。舌っ足らずな話し方。
本来の名前は「ウサミ」で、真っ白で背中に羽根を持つ魔法少女のような格好だったが、突如出現したモノクマに敗北し、おむつ姿＆左半分をピンク色に改造された上、「モノクマの妹・モノミ」という「設定」を強要されてしまう。その後は本人の拒絶も空しく、強引なモノクマに押し切られた形で本編内では「モノミ」として扱われている。
モノミとなった後も、モノクマからは度々暴力を受けており、学級裁判中はモノクマに縛り上げられて吊るされている。言動こそ善良だが肝心なことは隠そうとする胡散臭さもあって生徒達にもあまり信用されておらず、無視されるなど酷い扱いを受けている。
ペットで「ウサミ」を育てきると、集中力の最大値が大幅に増加する「驚異の集中力」が習得できる。
『ダンガンロンパ1・2 Reload』（『初代ダンガンロンパ』のスクールモード）『ダンガンロンパ3 -The End of 希望ヶ峰学園- 未来編』にも登場する。

### その他
モノケモノ
モノクマの配下と思われる謎の存在。神話に出てくるような動物をモチーフとした造形をしている。
上位種としてボスケモノと呼ばれる機械のような造形をしたタイプも存在する。ボスケモノは各島に繋がる橋をそれぞれ封鎖している。
九頭龍 冬彦の妹
九頭龍冬彦の妹である少女。写真で登場する。
「超高校級の妹」と称され、九頭龍は「自分よりよほど優秀」「小生意気だが、言うことを聞いてやりたくなる」と評していた。
『ダンガンロンパ3 -The End of 希望ヶ峰学園- 絶望編』では「九頭龍 菜摘」（くずりゅう なつみ）という名で本格的に登場し詳細が明らかとなる。
カムクライズル
小説『ダンガンロンパ/ゼロ』にて希望ヶ峰学園長からの調査の対象となっていた人物で名前だけ登場していたが、本作ではストーリーの根幹部分に関わる形で登場することとなる。
外見はかなりの長髪をしており、服装は学生服姿あるいはスーツ姿である。
『ダンガンロンパ3 -The End of 希望ヶ峰学園- 未来編』では冒頭や第3話の回想にも登場している。『絶望編』では第6話から登場する。
苗木 誠（なえぎ まこと）
声 - 緒方恵美
霧切 響子（きりぎり きょうこ）
声 - 日笠陽子
十神 白夜（とがみ びゃくや）
声 - 石田彰
上記3名は前作『ダンガンロンパ 希望の学園と絶望の高校生』の登場人物。十神は本作の同名人物とは違い痩せた姿になっている。
戦刃 むくろ（いくさば むくろ）
超高校級の「軍人」。前作の登場人物で、前作ではほとんど性格などが分からなかったが、本作のノベルモード『ダンガンロンパIF』でその人となりが明かされる。「超高校級の絶望」と称される集団の一人だが、あくまで身内のために尽くしているだけで彼女自体はその思想に染まっているわけではない。
前作でも少し語られた通り、数々の戦場を潜り抜けてきた軍人でありながら、入学時に傷を一つも負っていなかったほどの圧倒的な戦闘力を誇る。面と向かっての格闘能力は大神さくらに及ばないが、驚異的な回避能力に加えてありとあらゆるものを致死レベルの武器として扱う技術と戦闘における思考の速さを持つ。ただし、それ以外は全てにおいて残念で、超解析能力を有する超高校級の絶望の理解を超えるレベルである。
絶望フェチともいえる人物から、絶望を通り越して「残念」と心底呆れられるほど不器用な性格で、どれだけ辛辣に扱われようと身内のために尽くすことを優先する。入学当時から孤立気味だったが、初めて笑顔を向けてくれた苗木のことは気にかけていた。
『ダンガンロンパ3 -The End of 希望ヶ峰学園-絶望編』でも第5話から登場する。
斑井 別式（まだらい べっしき）
ノベルモード『ダンガンロンパIF』に名前が登場。自称・超高校級の「ハッカー」で、モノクマを外部からハッキングして操ったと語る。希望ヶ峰学園に閉じ込められたメンバーの先輩と名乗り、戦刃らをテロリストだと敵視するが、実際には偽りでありその正体は黒幕。小説『ダンガンロンパ/ゼロ』の「斑井 一式」とは別人。
その他、ノベルモード『ダンガンロンパIF』のみに登場する前作の登場人物は「ダンガンロンパ 希望の学園と絶望の高校生#登場人物」を参照。

## 用語
ジャバウォック島
本作のメインとなる舞台。世界的なリゾート地として知られ、かつては大勢の観光客で賑わっていたが、本編中では何故か日向達を除いて人っ子一人おらず、観光島には似つかわしくない謎の施設が点在している。島の名前はルイス・キャロルの『鏡の国のアリス』に登場するジャバウォックという怪物にちなんでいる。中央の島を囲むように、特色の違う5つの島が存在している。
なお、空港などもあるが脱出手段はすべて奪われている。
希望ヶ峰学園
学生達が持つ才能を研究し、社会に還元することを目的とした政府公認の超特権的な学園で、原則としてスカウトによる推薦入学制がとられている。ある分野において“超高校級”と称される傑出した才能を持つ高校生たちが集められ、独特の教育方針に則った育成が行われる。この学園を卒業することは将来の成功を約束されたようなもので、希望の象徴とも呼ばれ羨望を集めている。
日向達の入学時期については、『スーパーダンガンロンパ2 さよなら絶望学園 超高校級の公式設定資料集』にて第77期生であると記載されている。
既に学園内に存在している才能の持ち主を呼び込む場合があるかどうかは不明だが、「幸運」だけは不明瞭な才能ということで毎年選出するため各学年に一人ずつ存在する。
今作では、前作で少し語られた運営にまつわる危機的状況の詳細とその対策、学園側の真の目的などが語られる。
学級裁判
殺人発生の際、モノクマが超高校級の生徒達に犯人を指摘させる裁判。
円形の裁判場で生徒達が議論を交わし、誰が犯人（クロ）であるかを見つける。正しいクロを指摘できた場合はクロだけがおしおきされ、間違ったクロを指摘した場合はクロ以外の全員がおしおきされてクロは島からの帰還が許される。
本作ではモノクマロックと呼ばれる中央の島にある施設で行われる。この施設は何もなかった場所に突如出現した。
おしおき
モノクマが行う悪趣味かつ残虐な公開処刑。色々な意味で理不尽で常軌を逸している。クロもしくはクロを指摘できなかった生徒達に対して行われる。
トワイライトシンドローム
1996年にヒューマンから発売されたミステリーホラーゲーム。主人公の女子高生たちが様々なオカルト体験に遭遇するというもの。ヒューマン倒産後の2000年に、スパイクが内容を再編集した廉価版を発売している。本作中でこのゲームの「新作」がプレイできる。
モノクマファイル
殺人事件の遺体の情報をまとめた検死報告書。今回はタブレット型。
超高校級の絶望
人類史上最大最悪の絶望的事件を引き起こした張本人の呼称並びにその信者らの総称。
張本人の方は比類なき理解力を有しており、一度見ればその能力を学習し取り込むことができる。また、それを可能とするだけの知力と身体能力を有している。その過大な能力ゆえ、「計画すればその時点でどういう結果になるかわかる」「生まれた時から絶望」と語る。同じ理由で非常に飽きっぽく、自分のキャラにも飽きていて多重人格のごとく「高慢」「根暗」「理知的」「凶暴」「ブリッ子」といったキャラに頻繁に切り替わる。反面、理解できないものに対しては遅れを取ることがままある。張本人にとって世界は絶望するための舞台でしかなく、ただただ息をするように絶望を求め、希望を嫌悪している。そのため、絶望すると快感を得ると同時に目的を達成できてしまった希望に身を焦がしているという。そして何よりもそんな自分に絶望している。
信者らの方は、張本人の「希望に満ちているがゆえの絶望」という途方もない絶望とカリスマ性に当てられ、忠誠を誓った集団に過ぎない。結果、張本人の絶望から逃れるために絶望になりきることを選択し、家族や仲間を捧げ、自ら絶望し尽くした者たちである。その羨望と忌避は彼らを常軌を逸した行動に走らせている。そのためか、張本人にはかなり見下されている。
超高校級の希望
希望の象徴であるありとあらゆる才能をその身に宿した存在で、学園の最終到達目標。学園はこの存在を生み出すために才能の研究を行っている。その称号を得た人物には、ある特殊な名前が与えられる模様。
作中では、全てを超然と退屈そうに見て、超高校級の幸運すら自身の才能の一つに過ぎないとすら語っている。

## 主題歌
「出航-departure-」
作詞 - em:óu / 作曲・編曲 - 岩瀬聡志 / 歌 - 緒方恵美

## Webラジオ
『スーパーダンガンラジオ 緒方恵美の絶望学園放送部』は、ゲーム発売に先駆けて、2012年7月16日から12月28日までアニメイトTVと音泉とHiBiKi Radio Stationにて配信していたラジオ番組である。2012年7月13日には、ダンガンロンパシリーズ開発スタッフをゲストに呼んで「第0回」が配信された。
パーソナリティ
緒方恵美（狛枝凪斗 役）
放送局
アニメイトTV（2012年7月13日 - 12月28日）※毎週金曜日更新
音泉（2012年7月16日 - 12月31日）※毎週月曜日更新
HiBiKi Radio Station（2012年7月17日 - 2013年1月1日）※毎週火曜日更新
キャスティング・ラジオ制作
ウォーターオリオン
ゲスト
- 第1回（2012年7月20日 放送）：高山みなみ（日向創 役）
- 第2回（2012年7月27日 放送）：貴家堂子（モノミ 役）
- 第3回（2012年8月3日 放送）：高田雅史（音楽）
- 第4回（2012年8月10日 放送）：大山のぶ代（モノクマ 役/メッセージのみ）、小高和剛（シナリオ）
- 第5回（2012年8月24日 放送）：石田彰（十神白夜 役）
- 第6回（2012年8月31日 放送）：朴璐美（終里赤音 役）
- 第7回（2012年9月7日 放送）：三石琴乃（辺古山ペコ 役）
- 第8回（2012年9月14日 放送）：三森すずこ（西園寺日寄子 役）
- 第9回（2012年9月21日 放送）：荒川美穂（ソニア・ネヴァーマインド 役）
- 第10回（2012年9月28日 放送）：岸尾だいすけ（九頭龍冬彦 役）
- 第11回（2012年10月5日 放送）：安元洋貴（弐大猫丸 役）
- 第12回（2012年10月12日 放送）：茅野愛衣（罪木蜜柑 役）
- 第13回（2012年10月19日 放送）：希望ヶ峰学園放送部 担当K・担当T
- 第14回（2012年10月26日 放送）：岩瀬聡志（主題歌作曲）
- 第15回（2012年11月2日 放送）：小清水亜美（澪田唯吹 役）
- 第16回（2012年11月9日 放送）：福山潤（花村輝々 役）
- 第17回（2012年11月16日 放送）：小林ゆう（小泉真昼 役）
- 第18回（2012年11月23日 放送）：杉田智和（田中眼蛇夢 役）
- 第19回（2012年11月30日 放送）：花澤香菜（七海千秋 役）
- 第20回（2012年12月7日 放送）：石田彰（十神白夜 役）
- 第21回（2012年12月14日 放送）：日笠陽子（霧切響子 役）
- 第22回（2012年12月21日 放送）：細谷佳正（左右田和一 役）
- 第23回（2012年12月28日 放送）：豊口めぐみ（江ノ島盾子 役）

## 舞台

### 初演
『スーパーダンガンロンパ2 THE STAGE 〜さよなら絶望学園〜』
2015年12月3日-12月13日にZeppブルーシアター六本木で公演。
キャスト
- 日向創 - 横浜流星[17]
- 七海千秋 - 山田菜々（元NMB48･SKE48）
- 田中眼蛇夢 - 井上正大
- 罪木蜜柑 - 須藤茉麻
- ソニア・ネヴァーマインド - ジェイミー夏樹
- 終里赤音 - 高橋ユウ
- 九頭龍冬彦 - 【Wキャスト】椎名鯛造 & 伊崎龍次郎
- 澪田唯吹 - 伊波杏樹
- 西園寺日寄子 - 水越朝弓
- 辺古山ペコ - 濱頭優
- 十神白夜 - 西洋亮
- 小泉真昼 - 【Wキャスト】蜂谷晏海 & 千倉里菜
- 花村輝々 - 【Wキャスト】TEAM近藤 & 二梃木周平（ヒマワリ）
- 弐大猫丸 - くっきー（野性爆弾）
- 左右田和一 - いしだ壱成
- 狛枝凪斗 - 鈴木拡樹
- モノクマ - 大山のぶ代（声の出演）
- モノミ - 貴家堂子（声の出演）
- ？？？ - 神田沙也加（特別映像出演）

スタッフ
- 製作：吉田正大(beachwalkers.)
- プロデューサー：堀江慶（CORNFLAKES）・中崎裕介（東京音協）
- 演出：松崎史也
- 脚本：堀江慶・松崎史也
- シナリオ監修：小高和剛（スパイク・チュンソフト）
- 音楽：高田雅史（サウンドプレステージ）

テーマソング
「Good Bye School Dayz –theme of SUPER DANGANRONPA 2 THE STAGE-」
作詞 - 神田沙也加 / 作曲 - Billy / 歌 - TRUSTRICK
映像ソフト
- ブルーレイ＆DVD『スーパーダンガンロンパ2 THE STAGE 〜さよなら絶望学園〜』 発売

※椎名鯛造、千倉里菜、二梃木周平はダイジェストでの出演。

### 再演
『スーパーダンガンロンパ2 THE STAGE 〜さよなら絶望学園〜2017』
2017年3月16日-4月2日にZeppブルーシアター六本木・森ノ宮ピロティホールにて公演。
キャスト
- 日向創 - 横浜流星
- 七海千秋 - 伊藤萌々香
- 田中眼蛇夢 - 井上正大
- 九頭龍冬彦 - 植田圭輔
- 澪田唯吹 - 伊波杏樹
- 終里赤音 - 高橋ユウ
- 弐大猫丸 - おにぎり（ニューロマンス）
- 罪木蜜柑 - 【Wキャスト】倉持由香 & 高野祐衣
- ソニア·ネヴァーマインド - 中田クルミ
- 十神白夜 - 西洋亮
- 辺古山ペコ - 濱頭優
- 小泉真昼 - 【Wキャスト】蜂谷晏海 & 山口真季
- 左右田和一 - いしだ壱成
- 狛枝凪斗 - 鈴木拡樹
- 花村輝々 - 三瓶
- 西園寺日寄子 - 水越朝弓
- モノクマ - TARAKO（声の出演）
- モノミ／ウサミ - 貴家堂子（声の出演）
- ??? - 神田沙也加（特別映像出演）

テーマソング
「PSYCHO POP CANDY GIRL -theme of SUPER DANGANRONPA 2 THE STAGE 2017-」
作詞 - 神田沙也加 / 作曲 - 高田雅史 / 編曲 - 岩瀬聡志 / 歌 - 江ノ島盾子 VS 神田沙也加
映像ソフト
- ブルーレイ＆DVD『スーパーダンガンロンパ2 THE STAGE 〜さよなら絶望学園〜2017』 発売

※高野祐衣、山口真季はダイジェストでの出演。

## 体感型ゲーム
ダンガンロンパ1･2Reload ナイトメア-悪夢の学級裁判へようこそ-
2018年8月10日から12月9日にかけてなぞともカフェ 新宿店・渋谷店・京都新京極店・なんばパークス店・名古屋栄店・福岡天神店の全国6店舗で行われた。モノクマによる突然の死体発見アナウンスに、日向創は七海千秋と共に急いで死体発見現場のホテル旧館へ向かうと、変わり果てた左右田和一の姿があった…全員がおしおきされるのを防ぐため、謎を解き明かし犯人“クロ”を見つけて学級裁判で論破しようというシチュエーションのミッションCUBE（キューブ）として催された。制作団体はバンダイナムコアミューズメント、制作協力はよだかのレコード。ダンガンロンパ 1・2 Reload CUBEとなぞともカフェの第2弾コラボ。第1弾のベースはダンガンロンパ 希望の学園と絶望の高校生なので該当記事参照。
また、同店ではNAZOLET（ナゾレット）『ドキドキ南国論理』（ドキドキ ロジカルトロピカル）も発売。ジャバウォック島にバカンスに来た希望ヶ峰学園の16人だが、モノクマが夜食にしようとしていたアンパンを誰かに食べられてしまったことから、その犯人を学級裁判で暴かなくてはならなくなったという設定。制作団体はバンダイナムコアミューズメント、制作協力は1㎡からの脱出。
スーパーダンガンロンパ2　THE MYSTERY MAZE 絶望希望ロワイヤル
2021年1月22日から2月28日にかけて渋谷マルイ6階イベントスペースに開設された「あそびファクトリーのあそび場」周辺を開催地として行われた。生徒たちが予想以上に仲良くなってしまい、コロシアイが始まりそうにないことに痺れを切らしたモノクマが、短期決戦のコロシアイを命じててくるが生き延びようとするシチュエーションの周遊型の体感型ゲームとして催された。企画制作はあそびファクトリーで、スパイク・チュンソフトが監修している。題名の一部『THE MYSTERY MAZE』はあそびファクトリーが関係する「ダンガンロンパシリーズ」の謎解きゲームを実施する時に使用するブランド名である。

## 関連商品

### 書籍
スーパーダンガンロンパ2 さよなら絶望学園 超高校級の公式設定資料集
登場キャラクターのイラスト&設定画・ムービー絵コンテや、製作陣へのインタビュー・コメントなどを掲載した設定資料集。2012年10月31日発売。 ISBN 978-4-04-728477-7
ダンガンロンパ1・2 Reload 超高校級の公式設定資料集 -再装填-
『ダンガンロンパ1・2 Reload』の公式設定資料集。『ダンガンロンパ 希望の学園と絶望の高校生 ビジュアルファンブック』と『スーパーダンガンロンパ2 さよなら絶望学園 超高校級の公式設定資料集』の内容を再編集し加筆・修正して1冊にまとめたもの。各種設定画や初期稿・人物考察、開発資料やスペシャルインタビューなどを収録。エンターブレイン発行。2013年12月27日発売。ISBN 978-4-04-729366-3
ダンガンロンパ1・2 Beautiful Days
ダンガンロンパ1・2 Reloadの複数の著者による公式ノベルアンソロジー。レーベルはビーズログ文庫。ノベルだけでなくイラストも複数名。
- ダンガンロンパ1・2 Beautiful Days 2014年12月15日発売 ISBN 978-4-04-730108-5

ダンガンロンパ検定 公式テキスト&問題集
2016年2月28日に東京と大阪で開催された「ダンガンロンパ検定」の問題集。『ダンガンロンパ 希望の学園と絶望の高校生』と本作の各最終章までのキャラクター紹介、ストーリー、攻略情報なども記載。ぴあ発行。2015年11月13日発売。ISBN 978-4-8356-2565-2

### 漫画
スーパーダンガンロンパ2 さよなら絶望学園（漫画）
『ファミ通コミッククリア』サイト上で2012年12月10日より連載開始。作画は黒軌キュー。内容は本編シナリオに沿った展開となっている。
- スーパーダンガンロンパ2 さよなら絶望学園（1） 2013年11月15日発売 ISBN 978-4-04-729281-9
- スーパーダンガンロンパ2 さよなら絶望学園（2） 2015年2月14日発売 ISBN 978-4-04-730141-2
- スーパーダンガンロンパ2 さよなら絶望学園（3） 2017年3月15日発売 ISBN 978-4-04-734462-4

スーパーダンガンロンパ2 だんがんアイランド ココロ常夏、ここロンパ♪
『マッグガーデン』サイト上で2012年10月30日より2013年4月15日まで連載。作画は要龍。ウサミがモノクマを撃退したアイランドモードを元にしている。モノクマはウサミに敗北するも生存し、その後は積極的に事件を起こそうと画策するトラブルメーカーとして描かれている。
- スーパーダンガンロンパ2 だんがんアイランド ココロ常夏、ここロンパ♪ 2013年6月3日発売 ISBN 978-4-8000-0172-6

スーパーダンガンロンパ2 超高校級の幸運と希望と絶望
『マッグガーデン』サイト上で2012年11月10日より2016年10月9日まで連載。作画は須賀今日助。ゲームの物語本編シナリオが狛枝凪斗視点で描かれる。漫画ではゲーム内の通信簿エピソードに基づいた彼の過去が語られている。
- スーパーダンガンロンパ2 超高校級の幸運と希望と絶望（1） 2013年6月3日発売 ISBN 978-4-8000-0173-3
- スーパーダンガンロンパ2 超高校級の幸運と希望と絶望（2） 2014年7月14日発売 ISBN 978-4-8000-0341-6
- スーパーダンガンロンパ2 超高校級の幸運と希望と絶望（3） 2017年3月14日発売 ISBN 978-4-8000-0663-9

スーパーダンガンロンパ2 七海千秋のさよなら絶望大冒険
『コミックブレイド』2012年12月号より2014年6月号まで連載。作画は鈴羅木かりん。ゲーム本編シナリオが七海千秋視点で描かれる。
- スーパーダンガンロンパ2 七海千秋のさよなら絶望大冒険（1） 2013年6月3日発売 ISBN 978-4-8000-0171-9
- スーパーダンガンロンパ2 七海千秋のさよなら絶望大冒険（2） 2014年1月10日発売 ISBN 978-4-8000-0249-5
- スーパーダンガンロンパ2 七海千秋のさよなら絶望大冒険（3） 2014年7月10日発売 ISBN 978-4-8000-0340-9

スーパーダンガンロンパ2 南国ぜつぼうカーニバル!
『GA文庫マガジン』電子書籍雑誌上で2013年2月14日より2015年9月10日号まで連載。最終話は連載より先にコミックスに掲載され、追って雑誌でも最終回を迎えた。作画はあららぎあゆね。本編沿いのギャグ漫画となっている。
- スーパーダンガンロンパ2 南国ぜつぼうカーニバル!（1） 2013年7月16日発売 ISBN 978-4-7973-7417-9
- スーパーダンガンロンパ2 南国ぜつぼうカーニバル!（2） 2013年12月27日発売 ISBN 978-4-7973-7603-6
- スーパーダンガンロンパ2 南国ぜつぼうカーニバル!（3） 2014年8月8日発売 ISBN 978-4-7973-7710-1
- スーパーダンガンロンパ2 南国ぜつぼうカーニバル!（4） 2015年6月12日発売 ISBN 978-4-7973-8166-5

スモール ダンガンロンパ1・2ライト
『電撃マオウ』2015年12月号より2016年5月号まで連載された。『1』と『2』の登場人物をミニキャラ化したギャグ漫画で、原作のようなコロシアイではなく「ダマシアイ」に置き換えられている。作画はきんぎん。
- スモール ダンガンロンパ1・2 ライト 2016年3月25日発売 ISBN 978-4-04-865853-9

スーパーダンガンロンパ2 絶望的因果律の中の左右田和一
『ファミ通コミッククリア』サイト上で2016年3月18日より2016年10月21日まで連載された。作画は星トマジロウ。ゲーム本編シナリオが左右田和一視点で描かれる。ゲームにおける捜査パートや裁判パートにあたるエピソードの部分はカットされており、ゲーム本編をクリア済みの人向けの内容になっている。また、ゲーム版と比較してとある人物の復帰が遅くなったことにより展開が変わっており、ゲーム版における4章の事件が発生しないまま5章の展開に突入し、事件が起こる直前で物語は終わっている。
- スーパーダンガンロンパ2 絶望的因果律の中の左右田和一 2016年11月15日発売 ISBN 978-4-04-734291-0

一迅社のアンソロジーコミック
- スーパーダンガンロンパ2 さよなら絶望学園 4コマKINGS 2012年10月25日発売 ISBN 978-4-7580-0723-8
- スーパーダンガンロンパ2 さよなら絶望学園 4コマKINGS VOL.2 2013年1月25日発売 ISBN 978-4-7580-0735-1
- スーパーダンガンロンパ2 さよなら絶望学園 4コマKINGS VOL.3 2013年4月25日発売 ISBN 978-4-7580-0750-4
- スーパーダンガンロンパ2 さよなら絶望学園 4コマKINGS VOL.4 2013年10月25日発売 ISBN 978-4-7580-0782-5
- スーパーダンガンロンパ2 さよなら絶望学園 コミックアンソロジー 2012年11月24日発売 ISBN 978-4-7580-0727-6
- スーパーダンガンロンパ2 さよなら絶望学園 コミックアンソロジー VOL.2 2013年3月25日発売 ISBN 978-4-7580-0743-6
- スーパーダンガンロンパ2 さよなら絶望学園 コミックアンソロジー VOL.3 2013年6月25日発売 ISBN 978-4-7580-0757-3
- スーパーダンガンロンパ2 さよなら絶望学園 コミックアンソロジー VOL.4 2013年11月25日発売 ISBN 978-4-7580-0785-6
- ダンガンロンパ1・2 コミックアンソロジー 2014年7月25日発売 ISBN 978-4-7580-0816-7
- ダンガンロンパ1・2 コミックアンソロジー VOL.2 2014年11月25日発売 ISBN 978-4-7580-0833-4
- リバイバルショット! ダンガンロンパ 板垣ハコ作品集 2016年7月8日発売 ISBN 978-4-7580-0911-9
- トリプルバレット ダンガンロンパ 渡空燕丸作品集 2016年7月8日発売 ISBN 978-4-7580-0912-6

### CD
スーパーダンガンロンパ2 オリジナルサウンドトラック
ゲーム中楽曲・全102トラックを収録したサウンドアルバム。エンディングテーマ「出航-departure-」のショートバージョンも収録。
RE：ダンガンロンパ〜SUPER DANGANRONPA bitbitbit TKD Remix〜
ダンガンロンパシリーズのサウンドを担当する高田雅史によるREMIXアルバム。
スーパーダンガンロンパ2 アナザーストーリーCD
キャラクター達のミニストーリーを集めたドラマCD。
- スーパーダンガンロンパ2 アナザーストーリーCD 赤版
- スーパーダンガンロンパ2 アナザーストーリーCD 桃版

### 卓上ゲーム
人狼系なりきり推理ゲーム ダンガンロンパ 1・2 超高校級の人狼
パーティーゲーム『汝は人狼なりや?』を原案としたダンガンロンパシリーズのキャラになりきってプレイするカードパーティーゲーム。1箱126枚収録。2013年10月25日にアルジャーノンプロダクトより発売。
人狼系なりきり推理ゲーム ダンガンロンパ1・2 超高校級の人狼 MANIAX（拡張版）
『超高校級の人狼』発売一周年記念で登場した拡張セット。『超高校級の人狼』本編を持っていないと遊べない。同じキャラクターで能力が異なるMANIAX版のキャラカードや、新たなロールカード・アイテムカードが追加されている。1箱30枚収録。2014年11月28日発売。